# Technolen
Národní podnik Technolen byl český textilní koncern se sídlem v Lomnici nad Popelkou a s řadou pobočných závodů. Jako celek se orientoval na zpracování lnu ve formě technických textilií, přičemž jednotlivé závody byly specializovány na různé konkrétní výrobkové skupiny. V současnosti (2014) název Technolen přetrvává u jedné nástupnické společnosti a u jednoho dříve pobočného závodu, dnes samostatné společnosti.

## Vznik a rozvoj plátenictví
K nejrozšířenějším domácím výrobám na lomnicku patřilo ruční tkání plátna – první zpráva o cechu tkalcovském je z roku 1578, roku 1725 začal Adam Duchoslav Šlechta rozvíjet lnářství. Jan Adam Šlechta, jeho syn, se později stal tkalcovským faktorem na lomnicku a Antonín Šlechta (syn Adama Jana) se roku 1776 stal privilegovaným obchodníkem s plátnem, který již sám obstarával lněnou přízi a přiděloval práci pro stovky domácích tkalců. Jeho nástupce Petr August Šlechta pak dne 18. ledna 1808 založil v Novém Bydžově firmu  . Nová firma se zaměřila na rozvoj exportu a během krátké doby zaopatřovala zakázky pro tisíce stavů v celém Podkrkonoší, takže roku 1811 byla na náměstí v Lomnici nad Popelkou zahájena stavba tzv. Hrubého domu (dnes sídlo muzea) s obchodními kancelářemi i manufakturním výrobním provozem. 
Plátna, obchodovaná Šlechtou, získávala medaile na průmyslových výstavách: Praha 1829 – První průmyslová výstava (stříbrná medaile), Praha 1831 – Druhá průmyslová výstava (zlatá medaile),  za dodané výrobky, kterými podpořil výstavu u příležitosti návštěvy císařského páru (výraz Nejvyšší spokojenosti),  Vídeň 1835 – Průmyslová výstava (zlatá státní medaile), Praha 1836 – Třetí průmyslová výstava (zlatá medaile), Vídeň 1839 – Druhá všeobecná rakouská výstava průmyslových výrobků (zlatá medaile za lněnou přízi), Vídeň 1845 – Třetí průmyslová výstava (zlatá medaile za „surová a bílá plátna, bílé a barevné véby, batisty a další výrobky“), ,Paříž 1867 – Světová výstava umění a průmyslu (zlatá medaile), Vídeň 1873 – Světová výstava (zlatá medaile), Praha 1891 – Jubilejní průmyslová výstava (zlatá medaile).
Petr Karel Šlechta, syn Petra Augusta, podnik převzal po otcově tragické smrti roku 1839. Jeho nástupce Bedřich Šlechta Všehrdský se rozhodl nahradit faktorský způsob s domácími tkalci profesionální továrnou, roku 1910 tak byla dostavěna Šlechtova mechanická tkalcovna ve Staré Lomnici s nejprve 60, krátce poté už s 200 stavy.

## Koncentrace společností
K výrobě pláten se přidružila i výroba plachtovin a filtračního materiálu, kromě lnu se zpracovává i bavlna, konopí a juta. Bratři Petr a Bedřich Šlechta Všehrdští se proto rozhodli skoupit menší podniky v RČS: 1922 Klazar Dvůr Králové, 1928 Herold Brno, 1933 tkalcovna Horní Vernéřovice, 1936 KOLORENČ Lomnice nad Popelkou.
Roku 1939 byly založeny Textilní závody p. a. Šlechta a syn, do kterých byl roku 1940 ještě začleněn provoz firmy Sýkora Lomnice nad Popelkou.
Velká firma byla znárodněna již v červnu 1945 a k 1. 6. 1946 byl ustanoven národní podnik Spojené továrny lněných a technických tkanin v Lomnici nad Popelkou, do kterého byly během krátké doby začleněny kromě Šlechtových závodů například Česká akciová přádelna a tkalcovna lnu Jilemnice, K. H. Barthel Co. Svitavy, SATAS Hlinsko v Čechách, Steins Knosch Golčův Jeníkov atd., celkem 27 závodů a 8000 zaměstnanců. Zajímavostí je, že „ředitelství“ stále sídlilo v původní historické budově Hrubého domu a až roku 1947 jej uvolnilo pro potřeby městského muzea.

## Národní podnik
Nový národní podnik TECHNOLEN byl utvořen k 17. 12. 1948, přičemž počet závodů klesl a všechny, které přímo nesouvisely s plátenictvím, byly převedeny na samostatně podniky (např. národní podnik SVITAP sdružující závody Svitavy, Golčův Jeníkov a Hlinsko v Čechách). Prvním podnikovým ředitelem nového podniku se po zásluze stal jeho iniciátor, textilní odborník Josef Plichta. 
Roku 1958 pak vznikly Výrobně hospodářské jednotky, přičemž TECHNOLEN, n.p. se stal součástí VHJ Lnářský průmysl Trutnov (dalšími členy byly národní podniky Texlen Trutnov, Moravolen Šumperk, Juta Dvůr Králové a Čemolen Humpolec) a pod Technolen se vrátily závody zrušeného Svitapu. Ředitel Plichta zůstal ve funkci až do 30. 6. 1964, od 1. 7. 1964 až do září 1981 byl pak generálním ředitelem VHJ Lnářský průmysl.
Technolen poté tvořily tyto závody:
- 01 Lomnice nad Popelkou, Šlechtova 860 – nejstarší část s historií z počátku 19. století, dříve firma Petr August Šlechta a syn. Byla zde tkalcovna s přípravnou, vyráběly se zde filtrační tkaniny a lehká plachtovina (včetně stanové) ze lnu i syntetiky. V její  těsné blízkosti, na místě bývalé svobodárny, pak v letech 1979–1981 vyrostla administrativní budova podnikového ředitelství n. p. Technolen a 31. 12. 1981 tam bylo uvedeno do provozu výpočetní středisko.
- 02 Lomnice nad Popelkou, Karla Čapka 1085 – staré provozy tohoto závodu tvořila kromě dříve převzatých výroben Sýkora a Kolorenč také nánosová úpravna (dříve mechanická tkalcovna bratří Halířů pro stolní prádlo, damaškové, lněné a bavlněné zboží) pro výrobu technických tkanin s nánosem PVC (plachtovina a brašnařina), cívkárna (dříve koželužna Kulhánek a Raim, později továrna na tkalcovské papírové cívky Hornych a spol., po převedení této výroby do papírny v Hostačově zde byla zřízena výroba filtrační konfekce). V roce 1978 byly územně i organizačně oddělené závody 01 a 02 právně sloučeny pod jediný závod 01.
- 03 Jilemnice, Branská 329 – založen roku 1913 jako přádelna Josefa Čecha, po jeho krachu převzala závod Česká akciová přádelna a tkalcovna lnu a došlo k architektonicky hodnotnému rozšíření. Závod se soustředil na podkladové textilie pro nánosování, přízi pro polypropylenové tkaniny a geotextilie.
- 04 Hostinné – založen roku 1862, sto let poté vyráběl těžkou konfekci (plachty pro automobilovou a železniční dopravu) a sportovní konfekci (vaky).
- 05 Hláska – založen roku 1946 jako Tírny lnu, do Technolenu začleněn roku 1961. Závod vyráběl turistické a kempinkové stany.
- 06 Bojanov čp. 20 – založen roku 1947 jako výrobna drobného ocelového zboží, roku 1952 začleněn do Technolenu a orientován na speciální výrobu požárních a průmyslových hadic.
- 07 Levínská Olešnice – založen roku 1928 jako veřejná obchodní společnost bratří Halířů, do Technolenu začleněn roku 1951 a orientován na výrobu tkaných řemenů, cigaretových pásek a šitých pásů.
- 08 Svitavy – založen roku 1858, zaměřený na těžkou konfekci (těžké bavlněné, lněné i syntetické plachtoviny), výroba žebrových a přetlakových hal, PVC plachtovina atd.
- 09 Hlinsko, Husova 26 – založen roku 1850, orientován na těžké plachty na nákladní auta, cirkusová šapita a velkoprostorové stany.
- 10 Golčův Jeníkov – lněné plachtoviny a speciální technické tkaniny.
- 11 Uničov – do Technolenu včleněn až roku 1972, krátce poté přestavěn na výrobu sportovní konfekce a stanů.
- 12 Čenkovice – výroba stanů pro malospotřebitele založena koncem 60. let, do Technolenu včleněn až roku 1978. Výroba turistických a kempinkových stanů.
- 13 Lomnice nad Popelkou – vznikl roku 1908 jako mechanická tkalcovna Josef Crha, původně založená roku 1866 potomkem ručních tkalců Josefem Crhou – ten byl mezi prvními, kdo začal v Lomnici vyrábět pestrobarevné zboží. Jeho syn Jindřich Crha byl spoluzakladatel městského muzea a v letech 1912 až 1924 i lomnickým starostou. Vyráběla se zde plátna pro lůžkoviny, kapesníky, ručníky a flanely. Provozovna byla znárodněna k 17. 3. 1948 a postupně přeměněna na pomocný provoz.
- 17 Stružinec – provozovna, začleněna pod závod 01 roku 1965. ve Stružinci, před znárodněním v roce 1948, mechanická tkalcovna firmy J. Kučera. Vznikla jako mnoho jiných podobných podniků z mlýna v 80. letech minulého století. V roce 1904 se stal jejím majitelem J. Kučera. V roce 1965 byla začleněna do závodu Technolen 01.
- ?? Sobotka – detašovaná provozovna, specializovaná na výrobu stanů

V roce 1988 si zejména lomnické závody připomněly 180. výročí zahájení průmyslové výroby lněných textilií v Lomnici. Proběhly oslavy v rámci podniku i celého města a v muzeu byla instalována výstava k tomuto jubileu. Na pozadí se však již připravovaly výrazné změny.

## Státní podnik
TECHNOLEN, státní podnik (IČO 13048), se sídlem v Lomnici nad Popelkou, byl založen rozhodnutím ministra průmyslu České socialistické republiky č. 124/1988 ze dne 21. 12. 1988, a to s platností k 1. 1. 1989. Hlavní obory činností byly výroba a prodej technických textilií z bavlněných, lněných a syntetických přízí, jejich úprava a konfekční zpracování, včetně doplňkové výroby potřebné pro kompletaci konfekčních výrobků a maloobchodní prodej textilních výrobků a výrobků pro sport a rekreaci. Prvním (jmenovaným) ředitelem se stal ještě Ing. Oldřich Vetešník, který tuto funkci zastával už od roku 1979. Na jaře 1989 pak proběhly volby nového ředitele, které vyhrál Ing. Hubert Linha (Liberečan, záhy se také přestěhoval do Lomnice). Tento stav netrval dlouho, po celospolečenských změnách se Ing. Linha funkce vzdal a novým ředitelem byl v únoru 1990 jmenován Ing. Josef Šubrt. Nový management byl zaúkolován přípravou privatizace a proto byl rozhodnutím ministra průmyslu České republiky č. 167/1991 ze dne 26. 3. 1991 tento státní podnik vymazán z rejstříku a všechen jeho majetek, práva a závazky převedeny na novou akciovou společnost.

## Privatizace
Technolen, a.s. (IČO 15043215), se sídlem v Lomnici nad Popelkou (Šlechtova 860), byla založena zakladatelským plánem ze dne 21. 3. 1991 (jednorázově, jedním zakladatelem). Hlavním oborem činností byla výroba a prodej technických textilií, sportovní a technické konfekce a základní jmění a.s. činilo zprvu 100.000 Kčs. K 31. 3. 1991 na ni přešla majetková i právní podstata rušeného státního podniku a základní jmění se tak zvýšilo na 452.384.000 Kčs ve formě jediné akcie na jméno, držené ve vlastnictví státního FNM. Do jmění spadaly mateřský i všechny pobočné závody. Předsedou představenstva a prvním generálním ředitelem se stal opět Ing. Josef Šubrt. Až 1. 11. 1992 byl prodán jinému majiteli první závod a základní jmění kleslo na 454.028.000 Kč. Za zaznamenání stojí i nepříliš obvyklé zřízení funkce prokuristy od května 1993, kterým se stal Ing. Miloslav Nosek. Postupné rozprodávání závodů a vykazování stálé ztráty hospodaření vedlo k tomu, že vlastní jmění a.s. kleslo k 31. 12. 2000 na pouhých 2.489.000 Kč a proto mimořádná valná hromada dne 5. 10. 2001 rozhodla o snížení hodnoty akcií z 1000 Kč na 5 Kč. Základní kapitál a.s. tak účetně klesl z 454.028.000 Kč na 2.270.140 Kč, následující mimořádná valná hromada dne 15. 10. 2002 rozhodla o zrušení společnosti likvidací ke dni 31. 10. 2002 a jmenovala likvidátorem JUDr. Ivanu Velíškovou. Společnost pak byla právně zlikvidována a vymazána 29. 10. 2004.
Technolen WF a.s. (IČO 60914084), se sídlem v Lomnici nad Popelkou (Šlechtova 860), byla založena 7. 7. 1994. Hlavním oborem činností byla výroba textilní a oděvní, původní základní kapitál činil 227.014.000 Kč (k 31. 5. 1995 navýšen na 495.000.000 Kč) a předsedou představenstva se stal opět Ing. Josef Šubrt, nicméně v následujících letech došlo k personálním otřesům a vystřídali ho Ing. Jindřich Pavlík (od 1. 4. 1996), Ing. Pavel Macek (od 11. 11. 1997) a posléze Němec Johann Peschek (od 10. 9. 1999). Neobvyklá funkce prokuristy byla opět zřízena a to jak u a.s., tak i po její transformaci na s.r.o.
Mezitím dne 26. 4. 1999 rozhodla valná hromada o snížení jmenovité hodnoty akcií na 5 Kč a k 23. 11. 1999 tak kapitál klesl na 4.950.000 Kč, společnost se k 1. 1. 2000 také přejmenovala na Technolen technický textil a. s. Koncem téhož roku, přesněji 23. 10. 2000, rozhodla mimořádná valná hromada o restrukturalizaci firmy zvýšením základního jmění o 300 milionů korun formou přednostní nabídky upsání nových akcií stávajícím podílníkům (česká Technolen, a.s. 45,86 %, německá Mehler AG 28,51 %, nizozemská TIS N.V 23 % a německá MBS&W AG zbylých 2,63 %) s tím, že neupsané akcie budou nabídnuty k upsání firmě Mehler AG, která měla udávané pohledávky vůči společnosti. K 15. 2. 2001 tak byl zvýšen základní kapitál na 304.950.000 Kč a od 19. 7. 2006 byla jediným akcionářem Technolenu TT zmíněná německá Mehler AG.
To se však již měnily vlastnické poměry uvnitř skupiny. K 1. 5. 2006 byla Obchodní jednotka 2 – Jilemnice transformována do samostatné MEHLER ENGINEERED PRODUCTS s.r.o. (IČO 27470024). K 30. 7. 2007 byla odštěpena Obchodní jednotka 1 – závod Lomnice/K. Čapka a vznikla samostatná Mehler Texnologies s.r.o.  (IČO 27481875), zároveň byla odštěpena Obchodní jednotka 6 a tu koupila spřízněná MEHLER ENGINEERED PRODUCTS SPECIALITIES s.r.o.  (IČO 26443155). K 12. 8. 2008 byla prodána Obchodní jednotka 5 – Bojanov nespřízněné společnosti TECHNOLEN BOJANOV s.r.o. (IČO 27538435, ovládaná ruským kapitálem).
Původní a.s. se k 1. 7. 2009 transformovala na Technolen technický textil s.r.o. a jediným společníkem je opět Mehler AG, jejíž vklad činí 304.950.000 Kč. K 26. 10. 2010 přemístila společnost své sídlo z tradiční Lomnice do Hlinska (Husova 26).
TECHNOLEN TRADING a.s. (IČO 25272144), se sídlem v Lomnici nad Popelkou (Šlechtova 860), byla založena 23. 6. 1997. Byla to stoprocentní dceřiná společnost Technolenu WF, zaměřená mj. na obchodní činnost. Tomu odpovídala i výše základního kapitálu 1 milion korun. Personálně byla pochopitelně provázána s mateřskou společností, proto i první předseda představenstva byl Ing. Jiří Pavlík. Od 26. 2. 2002 ho nahradil Jiří Martinec, od 30. 8. 2002 pak ředitel jilemnického závodu Lubomír Vališka. Právní složitosti vedly k tomu, že k 1. 7. 2005 rozhodl jediný akcionář o likvidaci společnosti a jmenoval likvidátorem svého pracovníka Františka Hubaře. Koncem téhož roku byla společnost vymazána z rejstříku.
Osudy jednotlivých závodů:

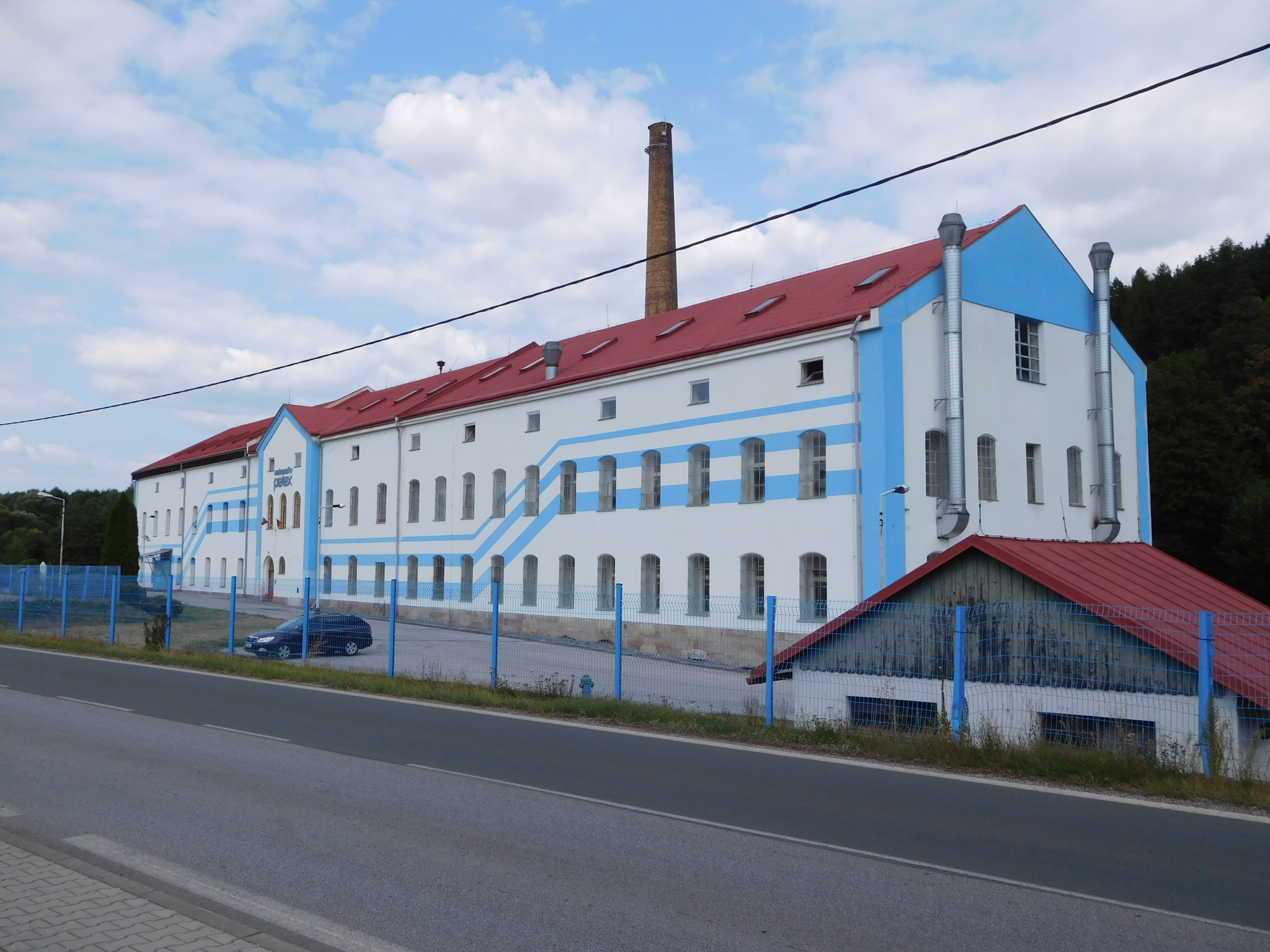
Budova bývalého Technolenu v Hostinném, nyní Automotiv-Petex

- 01 Lomnice nad Popelkou, Šlechtova 860 – přeměněn na Obchodní jednotku 1, do roku 2010 sídlo ředitelství.
- 02 Lomnice nad Popelkou, Karla Čapka 1085 – přeměněn na Obchodní jednotku 3.
- 03 Jilemnice, Branská 329 – přeměněn na Obchodní jednotky 2 a 6 a prodána, do roku 2021 fungovala jako MEHLER ENGINEERED PRODUCTS s.r.o. (po fúzi dvou společností v roce 2012 nesla IČO 27470024 a oficiální sídlo měla v Hlinsku) s výrobou speciálních textilií pro automobilní a , poté zde byla činnost ukončena. Areál převzala společnost Hilding Anders, která sem přestěhovala technologie ze svého požárem zničeného areálu v nedalekých Roztokách u Jilemnice a vyrábí zde matrace pod obchodním názvem Tropico.
- 04 Hostinné, Vrchlabská 246 – od roku 2002 zde působí Automotiv-Petex s.r.o. (IČO 25967347), německo-česká společnost vyrábějící textilní a gumové koberce pro automobily, přičemž jejich téměř výhradním odběratelem je mateřská společnost Petex Auto (SRN). Společnost z 80 % vlastnil Xaver Zogler z Eggenfelden (SRN) a z 20 % Vladislav Bohačík z Hostinného. V průběhu let postupně snižovala počty zaměstnanců (z 95 v roce 2002 na 51 v roce 2023); jediným vlastníkem společnosti je její německý jednatel poté, co účast druhého vlastníka na společnosti „zanikla v důsledku právní moci nařízení výkonu rozhodnutí postižením obchodního podílu jmenované bývalé společnice“ ke dni 17. 6. 2010.
- 05 Hláska – odprodán roku 1994, nyní Výroba konfekce Hláska.
- 06 Bojanov čp. 20 – nyní TECHNOLEN BOJANOV s.r.o. (IČO 27538435), od roku 2008 kontrolovaná ruským kapitálem, zabývá se výrobou požárních, sportovních, hydrantových a technických hadic na evropské úrovni.
- 07 Levínská Olešnice – ?
- 08 Svitavy – od 1. 12. 1990 vyčleněn do obnoveného samostatného podniku SVITAP a privatizován.
- 09 Hlinsko, Husova 26 – od roku 2010 sídlo společnosti
- 10 Golčův Jeníkov – od 1. 12. 1990 vyčleněn do obnoveného samostatného podniku SVITAP a privatizován.
- 11 Uničov – ?
- 12 Čenkovice – výroba stanů roku 1994 odprodána. Dnes samostatná Fygr s.r.o.